# Ostdeutsches Wirtschaftsforum

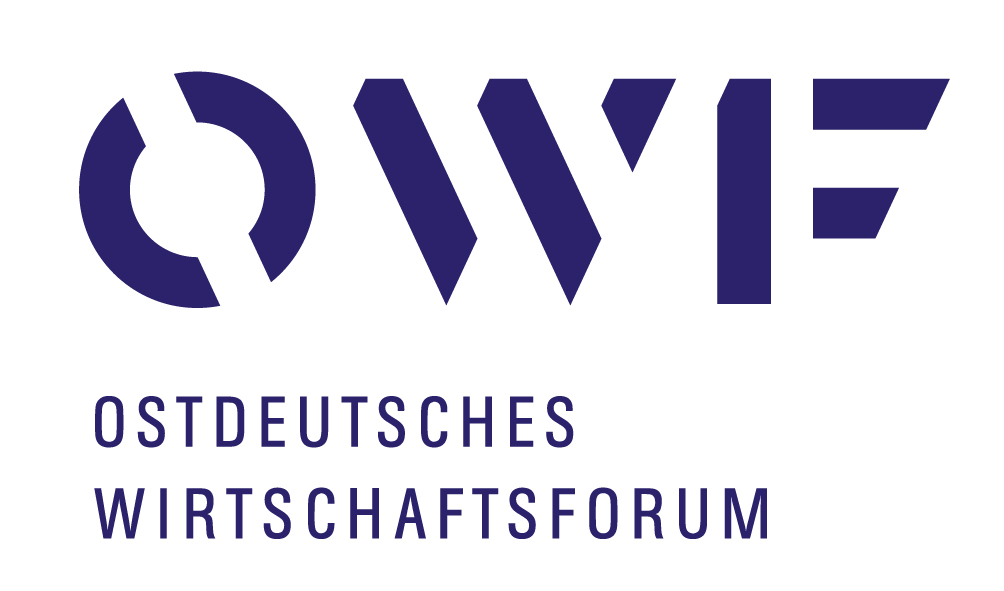
Logo Ostdeutsches Wirtschaftsforum

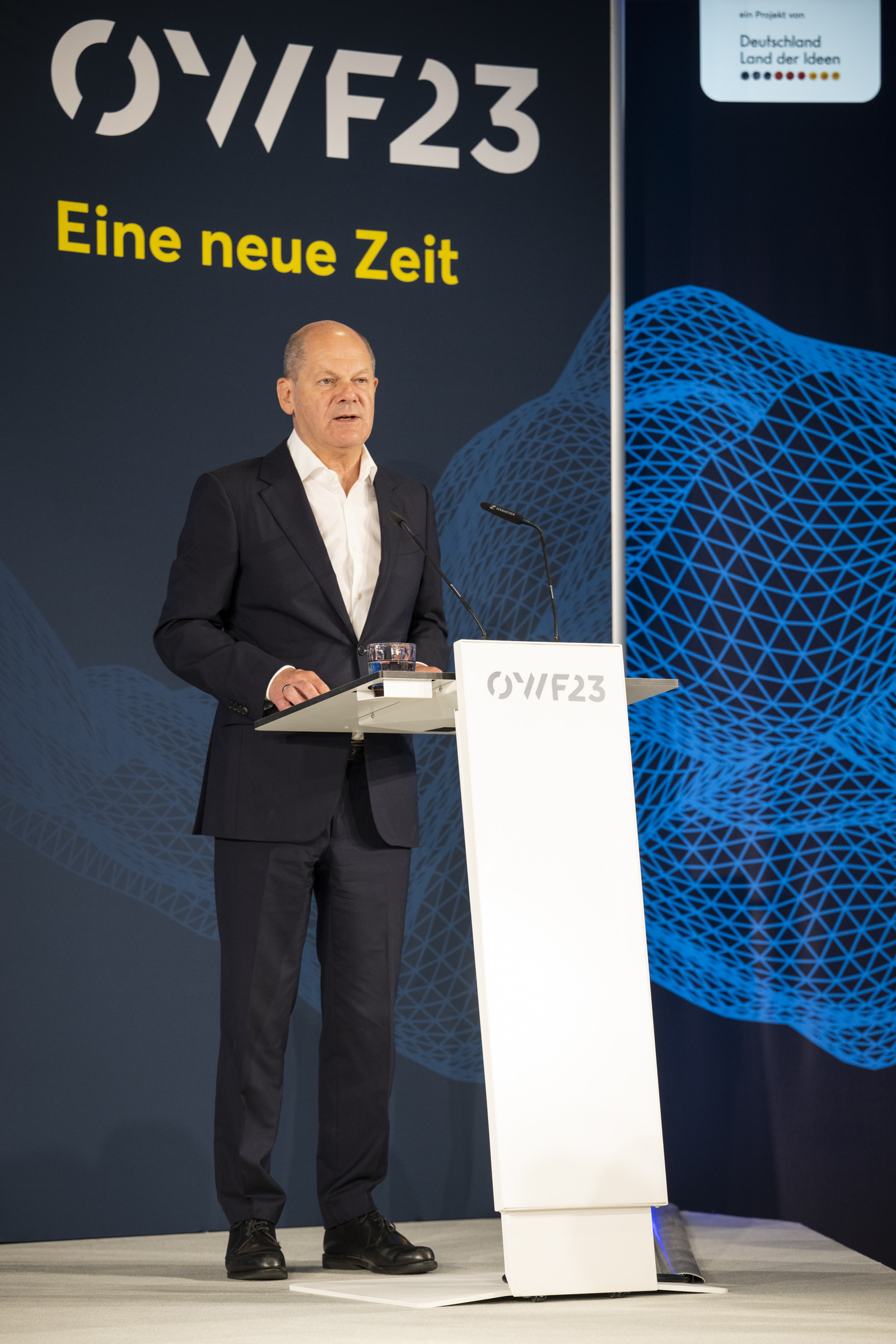
Bundeskanzler Olaf Scholz auf dem 8. Ostdeutschen Wirtschaftsforum im brandenburgischen Bad Saarow, 11. Juni 2023. Fotograf: Bernd Brundert

Das Ostdeutsche Wirtschaftsforum (OWF) dient als Plattform für die Auseinandersetzung mit Themen rund um den Wirtschaftsstandort Ostdeutschland. Auf der jährlich stattfindenden Wirtschaftskonferenz diskutieren Vertreterinnen und Vertreter aus Wirtschaft, Wissenschaft und Politik über Chancen und Herausforderungen der Region. Austragungsort der Konferenz ist das brandenburgische Bad Saarow.
Das Ostdeutsche Wirtschaftsforum wurde 2016 von dem Verleger und Herausgeber Frank Nehring ins Leben gerufen und wird seit 2021 von der Standortinitiative Deutschland – Land der Ideen organisiert. Zu den Keynote-Speakern zählten in der Vergangenheit Bundeskanzler Olaf Scholz, Bundeswirtschaftsminister Robert Habeck und Bundesarbeitsminister Hubertus Heil.

## Auszeichnung
Mit dem VORSPRUNG, dem Preis des Ostdeutschen Wirtschaftsforums (OWF), werden ostdeutsche Unternehmen ausgezeichnet, die sich durch ein hohes Innovationsstreben sowie ein nachhaltiges Wachstum auszeichnen.  Das Vorschlagsrecht hat ein Gremium aus Wirtschaftsförderungsgesellschaften, Investitions- und Bürgschaftsbanken sowie Landesvertretungen des Bundesverbandes der Deutschen Industrie (BDI) in den sechs ostdeutschen Bundesländern, die jeweils eine Anzahl an etablierten Unternehmen und Start-up aus den jeweiligen Bundesländern nominieren. Eine Jury, bestehend aus Vertreterinnen und Vertretern von Politik, Wirtschaft, Wissenschaft und Wirtschaftsmedien, entscheidet über die Auszeichnung. Schirmherr des Preises ist seit 2022 Carsten Scheider, Staatsminister beim Bundeskanzler und Beauftragter der Bundesregierung für Ostdeutschland. Es wird je ein Preis pro Bundesland vergeben; ein Zusatzpreis geht an ein Start-Up.